# City Lights (Blanche-Lied)
City Lights ist ein Lied der belgischen Sängerin Blanche, mit dem sie Belgien beim Eurovision Song Contest 2017 in Kiew vertrat.

## Entstehung und Veröffentlichung
Geschrieben wurde das Lied von Emmanuel Delcourt, Ellie Delvaux und Pierre Dumoulin. Für die Produktion zeichnete Tim Bran verantwortlich.
Am 7. März 2017 wurde das Lied aus Versehen von PIAS auf dem Streaming-Dienst Spotify veröffentlicht, offiziell erscheinen sollte es jedoch erst einen Tag später. Dies geschah am Folgetag, als City Lights offiziell als Single veröffentlicht wurde. Diese erschien als digitaler Einzeltrack zum Download und Streaming (Katalognummer: 1212330942). Am gleichen Tag feierte das dazugehörige Musikvideo seine Premiere. Am 14. Juli 2017 erschien eine Akustikversion als digitale Einzeltrack-Single.

## Inhalt
Komponiert wurde City Lights von Pierre Dumoulin und Emmanuel Delcour. Den Text schrieb Pierre Dumoulin mit der Interpretin, Blanche. In dem Lied geht es um ein Liebespaar, bei dem Zweifel herrscht, ob dessen Beziehung standhält. Das Lied hat einen für Popmusik typischen Aufbau: Auf die erste Strophe folgt der Refrain, daraufhin folgt die zweite Strophe, dann erneut der Refrain. Nach dem zweiten Refrain setzen die Bridge und der letzte Refrain ein, der einige Variationen beinhaltet. Charakteristisch für das Lied sind dessen elektrische Klänge und das Timbre der Sängerin.

## Eurovision Song Contest
Am 22. November 2016 wurde angekündigt, dass die Sängerin Ellie Delvaux unter ihrem Künstlernamen Blanche für Belgien beim Eurovision Song Contest in Kiew antreten wird.
Am 31. Januar 2017 wurde Belgien der ersten Hälfte des ersten Halbfinales zugelost. Am 31. März 2017 wurde die Startreihenfolge veröffentlicht. Blanche trat am 9. Mai 2017 im ersten Halbfinale von Startnummer fünf an. Bei den Buchmachern war Belgien einer der Favoriten auf den Sieg. Sie schaffte mit City Lights den Einzug ins Finale des ESC 2017, wo sie auf dem 4. Platz landete.

## Kommerzieller Erfolg

### Chartplatzierungen
| ChartsChartplatzierungen | Höchstplatzierung | Wochen |
| ------------------------ | ----------------- | ------ |
| Deutschland (GfK)        | 38 (1 Wo.)        | 1      |
| Flandern (Ultratop)      | 1 (25 Wo.)        | 25     |
| Österreich (Ö3)          | 14 (11 Wo.)       | 11     |
| Schweiz (IFPI)           | 24 (1 Wo.)        | 1      |
| Wallonie (Ultratop)      | 2 (19 Wo.)        | 19     |

| ChartsJahrescharts (2017) | Platzierung |
| ------------------------- | ----------- |
| Flandern (Ultratop)       | 6           |
| Wallonie (Ultratop)       | 20          |

### Auszeichnungen für Musikverkäufe
| Land/Region    | Auszeichnungen für Musikverkäufe (Land/Region, Auszeichnung, Verkäufe) | Verkäufe |
| -------------- | ---------------------------------------------------------------------- | -------- |
| Belgien (BRMA) | 2× Platin                                                              | 40.000   |
| Insgesamt      | 2× Platin ·                                                            | 40.000   |